# Янош Штайнмец
Янош Штайнмец (угор. János Steinmetz, 15 жовтня 1947 — 9 травня 2007) — угорський ватерполіст.
Бронзовий призер Олімпійських Ігор 1968 року.
Чемпіон Європи з водного поло 1977 року, срібний призер 1970 року.